# Christina Löfving
Christina Löfving, född 30 oktober 1970, är en svensk forskare, pedagog, författare. Hon forskar inom utbildningsvetenskap, med särskilt fokus på digital kompetens i skolan.

## Biografi
Filosofie doktor Christina Löfving har en bakgrund som lärare och skolledare. Hon har tidigare avlagt en masterexamen i pedagogik med inriktning mot skolutveckling. 
Löfving har skrivit boken Digitala verktyg och sociala medier i undervisningen – så skapar vi en relevant skola utifrån Lgr 11 och medverkat i antologin Interaktiva medier och lärandemiljöer (redaktör Elza Dunkels).
2025 disputerade Löfving vid Institutionen för tillämpad informationsteknologi vid Göteborgs universitet, där hon undersökt hur elevers digitala kompetens hanteras i praktiken inom grund- och gymnasieskolan.
Löfvings avhandling har titlen Catering for Student Digital Competence - Teachers navigating the complexities of digital-infused education och hon disputerade 4 april 2025.
Christina Löfving har forskat om hur lärare ser på elevers digitala kompetens och hur de undervisar om det i skolan. Hon har följt lärare på 14 skolor och använt intervjuer och observationer för att samla in data.
Studien visar att lärare främst fokuserar på teknik, källkritik och hur elever skyddar sig på nätet. Mycket tid går åt till att visa hur man använder skolans digitala plattformar, vilket liknar ett nytt skolämne. Frågor som rör digitala rättigheter, etik och AI tas sällan upp.
Hur digital kompetens lärs ut påverkas av skolans regler, tillgång till teknik och elevernas liv utanför skolan. Löfving menar att samarbete mellan lärare, skolledare och andra aktörer behövs för att förbättra undervisningen.